# Kościół Mariacki w Helsingborgu

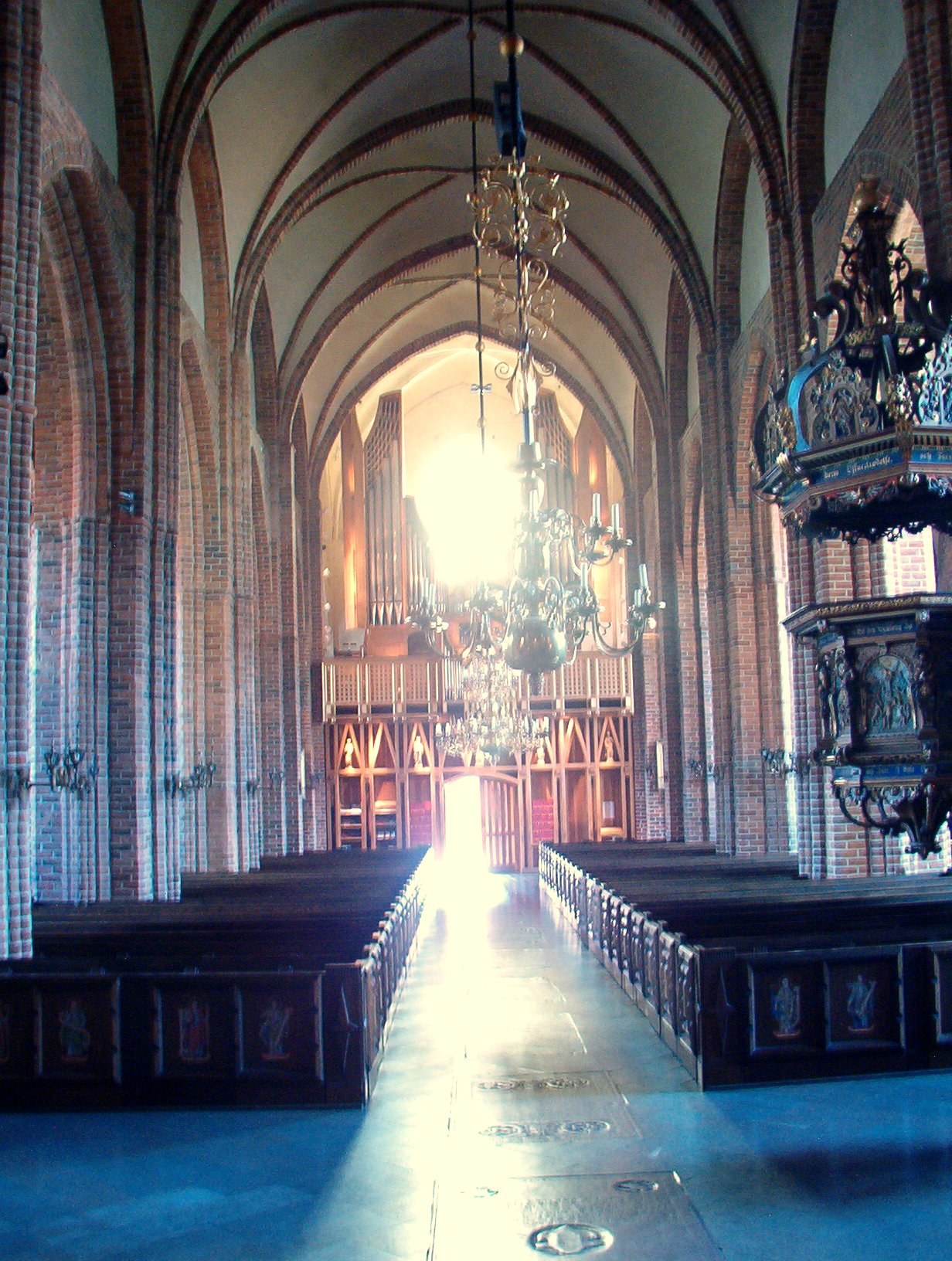
Wnętrze kościoła

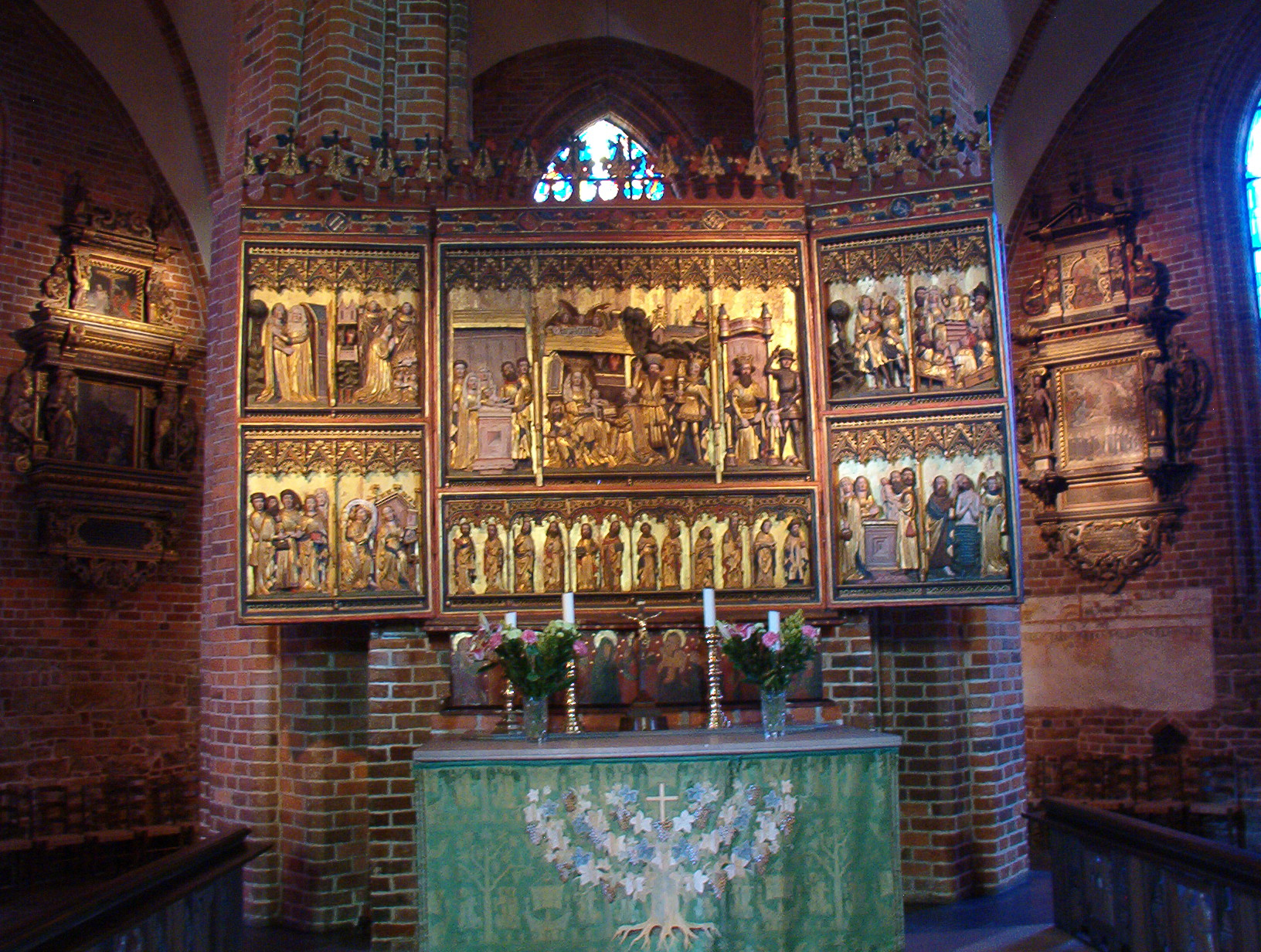
Ołtarz

Kościół Mariacki w Helsingborgu (szw. Sankta Maria kyrka, Helsingborg) – kościół szwedzkiego kościoła ewangelicko-luterańskiego w Helsingborgu, (region terytorialny Skania, region historyczny Skania). położony w centrum miasta przy Södra Storgatan/Mariatorget.
Kościół Mariacki w Helsingborgu był pierwszym w Szwecji, który zaproponował zbieranie ofiar pieniężnych na tacę za pośrednictwem karty kredytowej.
Kościół ma status zabytku sakralnego według rozdz. 4 Kulturminneslagen (pol. Prawo o pamiątkach kultury), ponieważ został wzniesiony przed 1939 (§ 3).

## Historia i architektura
Kościół Mariacki jest najstarszym kościołem Helsingborga. Został wzniesiony w XII w. w stylu romańskim. W XIV w. należał do największych kościołów Danii.
W XV w. przebudowano go na trzynawowy gotycki kościół ceglany, wykorzystano jednak bloki kamienne z poprzedniego kościoła jako podmurówkę obejścia prezbiterium i partii zachodniej. Kościół Mariacki stanowi założenie pseudobazylikowe, tj. takie, w którym nawy boczne są tylko nieznacznie niższe od nawy środkowej, która z tego powodu nie ma otworów okiennych. W XVI wieża kościelna otrzymała szczyt schodkowy.
W XIX wieku ołowiane poszycie dachu zmieniono na miedziane. W 1843 restaurowano kościół według planów Carla Georga Bruniusa. W trakcie prac restauracyjnych rozebrano tzw. pokój broni (szw. vapenhus) po stronie południowej oraz zakrystię po stronie północnej.
W 1953 zdecydowano się odbudować zakrystię według planów Gustafa Wilhelmssona Widmarka, wykorzystując plany starej zakrystii jako wzorzec architektoniczny.

## Wyposażenie
Chrzcielnica pochodzi z XIV w. i została wykonana z gotlandzkiego wapienia. Mosiężna czasza chrzcielnicy pochodzi z XVII w.
Poliptyk powstał w XV w. i składa się z podwójnych drzwi, na których są przedstawione sceny z życia Jezusa i Maryi. W czasie adwentu motyw się zmienia i ukazane jest cykl scen od wjazdu Jezusa do Jerozolimy do Wniebowstąpienia. W Wielki Piątek drzwi są zamknięte, a obrazy na nich przedstawiają apostołów i świętych.
Ambona pochodzi z początku XVII w. i została wykonana w stylu renesansowym przez Statiusa Otto z Lüneburga. Jej pulpit jest dekorowany scenami biblijnymi. Prowadzące na nią schody i cała powierzchnia mają bogatą dekorację rzeźbiarską.
Witraże powstały w XX w. i są dziełem artystów szwedzkich: Erika Olssona, Einara Forsetha, Ralpha Bergholtza i Martina Emonda.
Stare organy, na których grał m.in. Dietrich Buxtehude, kiedy był organistą w kościele Mariackim zostały w 1849 sprzedane na aukcji na rzecz parafii w Torrlösa za sumę 600 talarów szwedzkich i od tamtego czasu znajdują się w tamtejszym kościele parafialnym. Parafia z Helsingborga próbowała je później odkupić.
Obecne, 1-manuałowe organy w prezbiterium, mające 15 głosów, zostały zbudowane w latach 1997–2000 w zakładzie organmistrzowskim Robert Gustavssons orgelbyggeri w Härnösand; projekt wykonał i instrument nastroił duński organmistrz, Mads Kjersgaard.
Na ścianach kościoła wiszą epitafia radnego miejskiego Simona Meisnera (zm. 1741) i proboszcza Jönsa Rönbecka (zm. 1742). Ponad nimi umieszczony jest promienisty tetragram JHWH.
Na jednej ze ścian zawieszona jest też tablica pamiątkowa Dietricha Buxtehude, który był organista w tutejszym kościele.
Dwa z kościelnych dzwonów pochodzą z kościoła św. Piotra, wyburzonego w XVI w. w związku z reformacją.